# لوكريشا موت
لوكريشا موت (بالإنجليزية: Lucretia Mott)‏ (3 يناير من عام 1793 – 11 نوفمبر من عام 1880)، كانت عضوًا في جمعية الأصدقاء الدينية في أمريكا ومؤيدة للإبطالية (إلغاء الاسترقاق) وناشطة في مجال حقوق المرأة ومصلحة اجتماعية؛ لقد كوّنت فكرة إصلاح وضع المرأة في المجتمع عندما كانت من بين النساء المستبعدات من الاتفاقية العالمية لمكافحة الرق في عام 1840. في عام 1848، دعتها جين هانت إلى اجتماع أدى إلى عقد الاجتماع الأول حول حقوق المرأة. ساعدت موت في كتابة إعلان المشاعر خلال مؤتمر سينيكا فولز لعام 1848.
لقد جعلتها قدراتها الخطابية من المؤيدين المهمين لإبطال الاسترقاق والناشطين في مجال حقوق المرأة والمصلحين الاجتماعيين. دعت موت إلى منح العبيد السابقين الذين أُلزموا بقوانين الاسترقاق داخل حدود الولايات المتحدة -سواء كانوا ذكورًا أو إناث- الحق في التصويت، وذلك بعد حظر الاسترقاق في عام 1865. بقيت موت شخصية محورية في حركة إلغاء الرق ومنح النساء الحق بالاقتراع حتى وفاتها عام 1880. كانت موت مبشرة لجمعية الأصدقاء الدينية في وقت مبكر من حياتها.

## النشأة والتعليم
ولدت لوكريشا كوفين في 3 يناير 1793، في نانتوكيت، ماساتشوستس، وكانت الطفل الثاني لآنا فولجير وتوماس كوفين. وكانت سليلة بيتر فولجير وماري موريل فولجير من جهة والدتها. كان ابن عمها بنجامين فرانكلين (وهو أحد واضعي دستور الولايات المتحدة الأمريكية)، بينما كان أقارب فولجير الآخرين موالين للثورة.
أُرسلت في سن الثالثة عشر إلى مدرسة أصدقاء أوكوود، الواقعة في مقاطعة دوتشيز، نيويورك، والتي أدارتها جمعية الأصدقاء الدينية آنذاك. أصبحت موت معلمة في تلك المدرسة بعد تخرجها. بدأ اهتمامها بحقوق المرأة عندما اكتشفت أن المعلمين الذكور في المدرسة يحصلون على أجور أعلى بكثير من الموظفات الإناث. انتقلت مع جيمس موت -مدرس آخر في مدرسة أصدقاء أوكوود- إلى فيلادلفيا بعد أن انتقلت عائلتها إلى هناك.

## مؤيدة لإبطال الاسترقاق

### الجهود المبكرة لمكافحة الرق
مثل العديد من أعضاء جمعية الأصدقاء الدينية، اعتبرت موت الاسترقاق أمرًا شريرًا. مستوحيةً ذلك بشكل جزئي من الكاهن إلياس هيكس، ورفضت هي وغيرها من أعضاء الجمعية استخدام الأقمشة القطنية وسكر القصب وغيرها من السلع المنتجة من قبل الرقيق. في عام 1821، أصبحت موت كاهنة في جمعية الأصدقاء الدينية. وسافرت بمساعدة زوجها على نطاق واسع بصفتها كاهنة، وأكدت خطبها على فلسفة نور أعضاء جمعية الأصدقاء الدينية الداخلي، أو الوجود الإلهي داخل كل فرد، وشملت خطبها أيضًا الإنتاج المجاني والمشاعر المناهضة للاسترقاق.
في عام1833، ساعد زوجها في تأسيس الجمعية الأمريكية لمكافحة الاسترقاق. بحلول ذلك الوقت، كانت لوكريشا موت كاهنة ذات خبرة مؤيدة لإلغاء الاسترقاق، وهي المرأة الوحيدة التي يُسمح لها بالتحدث في الاجتماع التنظيمي في فيلادلفيا. لقد اختبرت لغة دستور المجتمع وقدمت الدعم في الوقت الذي فيه كان العديد من المندوبين متزعزعين.
بعد أيام من اختتام المؤتمر وبناءً على دعوة المندوبين الآخرين، أسّست موت وغيرها من النساء السود والبيض جمعية فيلادلفيا النسائية لمكافحة الاسترقاق. عارضت المنظمة بعد تأسيسها الاسترقاق والعنصرية على حد سواء، وطورت علاقات وثيقة مع مجتمع فيلادلفيا الأسود. بشّرت موت في كثير من الأحيان في أبرشيات السود. في هذا الوقت من حياتها، كانت أخت موت أبيجيل ليديا موت وصهرها ليندلي موراي مور يساعدان في تأسيس جمعية روتشستر لمكافحة الاسترقاق.
في خضم الاضطهاد الاجتماعي لمعارضي إلغاء الاسترقاق لها ومعاناتها من ألم عسر الهضم، واصلت موت عملها من أجل قضية إلغاء الاسترقاق. أدارت موت الميزانية المنزلية لتوفير الضيافة للزائرين، بما في ذلك العبيد الهاربين، ومن أجل التبرع بها للجمعيات الخيرية.
وأشيدَ بموت لقدرتها على الحفاظ على منزلها مع المساهمة في قضيتها. على حد تعبير أحد المحررين، «إنها دليل على أنه يمكن للمرأة توسيع مجال عملها دون أن تتخلى عنه». وقد نظّمت موُت وغيرها من الناشطات معارض ضد الاسترقاق لزيادة الوعي والتبرعات، وتوفير الكثير من التمويل للحركة.
هددت مشاركة المرأة في الحركة المناهضة للاسترقاق المعايير المجتمعية. عارض العديد من أعضاء حركة إلغاء الاسترقاق الأنشطة العامة التي تقوم بها النساء، لاسيما الخطابة. وافق المندوبون في الجمعية العامة للكنيسة التجمعية على رسالة رعوية تحذر النساء من أن المحاضرة تتحدى تعليمات القديس بولس للنساء بالهدوء في الكنيسة. عارض أشخاص آخرون تحدث النساء إلى حشود مختلطة من الرجال والنساء، والتي وصفوها بأنها «غير شرعية». لم يكن بعض الأشخاص الآخرين متأكدين مما هو مناسب، لأن الشعبية المتزايدة لأخوات غريمكي وغيرهن من المتحدثات قد جذبت الدعم لإلغاء الاسترقاق.
حضرت موت جميع الاتفاقيات الوطنية الثلاث لمناهضة الاسترقاق للنساء الأمريكيات (1837، 1838، 1839). خلال مؤتمر عام 1828 في فيلادلفيا، دمر بعض الهمج قاعة بنسلفانيا المفتتحة حديثًا، وهي قاعة اجتماع بناها مناهضو الاسترقاق. استعملت السيدة موت ومندوبات النساء البيض والسود الأسلحة للخروج من المبنى بأمان عبر الحشد. بعد ذلك، استهدفت العصابة منزل موت ومؤسسات السود وأحيائهم في فيلادلفيا. وبينما أعاد أحد أصدقائها توجيه الهمج لإيصالهم إلى منزلها، انتظرت موت في صالونها، على استعداد لمواجهة خصومها العنيفين.
شاركت موت في عدد من المنظمات المناهضة للرق، بما في ذلك جمعية فيلادلفيا لمكافحة الرّق، وجمعية بنسلفانيا لمكافحة الرّق (التي تأسّست في عام 1838)، والرابطة الأمريكية للإنتاج الحر، والجمعية الأمريكية لمكافحة الرق.

### المؤتمر العالمي لمناهضة الرق
حضرت موت المؤتمر العام لمناهضة الرق في يونيو 1840، والمعروف باسم الاتفاقية العالمية لمكافحة الرق، في لندن، إنجلترا. صوّت الرجال، قبل بدء المؤتمر لاستبعاد النساء الأمريكيات من المشاركة، وعلى الرغم من مكانة موت كواحدة من بين ست نساء مندوبات، كان عليهن الجلوس في منطقة منفصلة.
لم يرغب قادة مكافحة الرق بارتباط قضية حقوق المرأة بقضية إنهاء الاسترقاق في جميع أنحاء العالم لكيلا يقل التركيز على إلغاء الاسترقاق. بالإضافة إلى ذلك، حظرت الأعراف الاجتماعية في ذلك الوقت مشاركة المرأة في الحياة السياسية العامة. احتج العديد من الرجال الأمريكيين الذين حضروا المؤتمر -بما في ذلك وليم لويد غاريسون وويندل فيليبس- على استعباد النساء. جلس غاريسون وناثانيل بيبودي روجرز ووليام آدم والناشط الأمريكي من أصل أفريقي تشارلز لينوكس ريمون مع النساء في المنطقة المعزولة.
حضر الناشطون إليزابيث كادي وزوجها هنري بروستر ستانتون المؤتمر أثناء شهر عسلهما. أعجب ستانتون بموت، وأصبحت المرأتان متحدثتين كصديقتين وحليفتين.
اعتبرها أحد المراسلين الأيرلنديين «لبؤة الاتفاقية.». كانت موت من بين النساء اللاتي شملتهن اللوحة التذكارية للمؤتمر، والتي تضمنت أيضًا ناشطات بريطانيات: إليزابيث بيس وماري آن راوسون وآن نايت وإليزابيث تريدغولد وماري كلاركسون، ابنة توماس كلاركسون.
عادت موت مجددًا بنشاط أكبر لمكافحة الاسترقاق في الولايات المتحدة بتشجيع من المناقشات النشطة في إنجلترا واسكتلندا. تابعت جدولًا زمنيًا نشطًا للمحاضرات العامة، مع وجهات تشمل المدن الشمالية الكبرى في مدينة نيويورك وبوسطن، فضلًا عن السفر على مدار عدة أسابيع إلى الولايات التي تملك العبيد، مع إلقاء الخطب في بالتيمور وماريلاند ومدن أخرى في فرجينيا. لقد رتبت للقاء مع مالكي العبيد لمناقشة أخلاق الاسترقاق.
في مقاطعة كولومبيا، وقّتت موت موعد محاضرتها لتتزامن مع عودة الكونغرس من عطلة عيد الميلاد. حضر أكثر من 40 من أعضاء الكونغرس محاضرتها. والتقت بشكل شخصي مع الرئيس جون تايلر، الذي أعجب بخطابها، «أود تسليم السيد كالهون إليك»، في إشارة إلى السناتور وخصم إلغاء الاسترقاق جون كالهون.

## مبدأ السلام
كانت موت مسالمة، وحضرت اجتماعات جمعية مقاومة إنجلترا الجديدة في ثلاثينيات القرن الماضي. عارضت الحرب مع المكسيك. وزادت موت من جهودها لإنهاء الحرب والعنف بعد الحرب الأهلية، وكانت صوتًا رائدًا في اتحاد السلام العالمي، الذي تأسس في عام 1866.

## روابط خارجية
- لوكريشا موت على موقع الموسوعة البريطانية (الإنجليزية)
- لوكريشا موت على موقع إن إن دي بي (الإنجليزية)